# Europejska Unia Kobiet
Europejska Unia Kobiet (EUK) – międzynarodowa organizacja pozarządowa istniejąca od roku 1953, która zajmuje się nawiązywaniem kontaktów pomiędzy kobietami z różnych państw Europy, działaniami chroniącymi godność i wolność ludzką oraz dziedzictwo kulturowe Europy, jak również zmierzającymi do zwiększenia postępu społecznego i ekonomicznego, z zachowaniem wszystkim należnych jednostce praw. W statucie organizacji zapisano, iż cele te realizowane są poprzez zwiększenie wpływu kobiet na życie polityczne i obywatelskie w krajach Europy, jak również w organizacjach europejskich i międzynarodowych.
Organizacja posiada status doradczy przy Radzie Europy oraz przy Organizacji Narodów Zjednoczonych, jak również jest członkiem założycielem Międzynarodowego Związku Kobiet Demokratycznych. Członkami Unii są poszczególne sekcje krajowe, z założeniem, iż jeden kraj może być reprezentowany tylko przez jedną sekcję. Oficjalnymi językami EUK są: angielski, francuski i niemiecki. Siedzibą organizacji jest kraj, w którym mieszka aktualna Przewodnicząca Unii (w roku 2007 jest nią Ingrid Tichy-Schreder z Austrii).
Polska sekcja EUK powstała w połowie lat 90. w Warszawie, jej siedziba mieści się przy ul. Nowy Świat 21. Od kwietnia 2008 roku przewodniczącą sekcji jest Barbara Bielicka-Malinowska. Wcześniej funkcję tę piastowała Nelli Rokita.